# Olivia Smith
Olivia Smith (North York, 5 de agosto de 2004) es una futbolista canadiense. Juega como delantera en el Arsenal de la FA Women's Super League de Inglaterra y es internacional con la selección de Canadá.
Smith rompió el récord del fichaje más caro en la historia del fútbol femenino tras unirse al Arsenal por 1 millón de libras en julio de 2025.

## Trayectoria
En 2022, Smith jugó para los North Toronto Nitros en la League1 Ontario, debutando el 7 de mayo contra el Alliance United. Marcó su primer gol en su siguiente partido contra el Simcoe County Rovers FC. Al finalizar el campeonato fue nombrada Jugadora Joven de la Temporada, Delantera del Año y ganó la Bota de Oro tras liderar la liga en anotaciones con 18 goles en 11 partidos. También fue incluida en el equipo estelar de la liga.
En julio de 2023, Smith firmó su primer contrato profesional y se unió al club portugués Sporting CP del Campeonato Nacional Femenino, debutando en la liga con un gol y una asistencia. Tras el éxito de su primera temporada profesional fue nombrada Jugadora del Año y Mejor Jugadora Joven de la temporada.
En julio de 2024, firmó con el club inglés Liverpool en la Women's Super League. Se convirtió en la primera mujer en marcar para el Liverpool en el Anfield, en una derrota por 2-1 ante el Manchester City. La canadiense se convirtió rápidamente en una figura clave en el equipo, y en enero atrajo la prensa cuando el club se quejó con la organización de árbitros del país por una falta de acción apropiada por parte de los árbitros de la liga contra las faltas de otros equipos sobre ella. El 14 de marzo, marcó dos goles contra el Manchester United en la primera victoria de las Reds en el Anfield. Terminó la temporada con 9 goles en 25 apariciones en todas las competiciones, y fue nombrada Jugadora del Año y Jugadora Joven del Año por el club.
El 17 de julio de 2025, Smith se unió al Arsenal por una cifra récord mundial de 1 millón de libras, convirtiéndose en el fichaje más caro de la historia del fútbol femenino, con un nuevo contrato de cuatro años. Mencionó su «sueño de competir por los títulos más importantes aquí en Inglaterra y en Europa» como la razón para unirse al club.

## Selección nacional
Habiendo entrenado en las categorías menores de su selección desde los 12 años, Smith debutó como internacional con la sub-15 canadiense en el Campeonato Sub-15 de la Concacaf de 2018.
A fines de octubre de 2019, recbió su primer llamado a selección mayor de Canadá. El 7 de noviembre del mismo año, se convertiría en la jugadora más joven en debutar con la selección absoluta a los 15 años y 94 días, cuando reemplazó a Jordyn Huitema en el minuto 86 de un partido contra Brasil en el Torneo Internacional Femenino disputado en China, rompiendo el récord anterior establecido por Kara Lang. Tras sus dos apariciones en el torneo comenzó a entrenarse con la selección canadiense sub-17.
Fue nombrada Futbolista Joven del Año en Canadá en 2019. En 2022, fue convocada para la Copa Mundial Sub-20 de 2022. En abril del año siguiente, anotó un par de hat-tricks durante la fase preliminar del Campeonato Sub-20 de la Concacaf de 2023 contra Martinica y San Vicente y las Granadinas.
Tras incorporarse de último momento a la concentración canadiense previa al Mundial de 2023, la delantera fue incluida en la plantilla final a sus 18 años, siendo la integrante más joven del plantel. Debutó en el Mundial en el último partido de la fase de grupos, entrando como suplente contra Australia.
Smith comenzó el 2024 siendo convocada para la Copa Oro Femenina de la Concacaf de 2024, torneo en el que marcó su primer gol internacional absoluto en la goleada por 6-0 contra El Salvador, primer encuentro de las canadienses en el torneo. Tuvo luego su primera titularidad en el combinado mayor al disputar el segundo partido del grupo, contra Paraguay, marcando su segundo gol del torneo. Se perdió los cuartos de final contra Costa Rica por estar recuperándose de una  conmoción cerebral. Smith jugó treinta minutos de tiempo extra en la semifinal contra Estados Unidos, que finalmente vio a Canadá eliminada en la tanda de penales. Recibió el Premio a la Jugadora Joven al concluir el torneo. La Copa Oro fue llamada la "verdadera irrupción de Smith en el escenario internacional". Debido a una lesión, no pudo participar en la Copa SheBelieves de 2024, y tampoco fue incluida en la plantilla olímpica canadiense. Sin embargo cerró el 2024 siendo nombrada Futbolista Joven del Año en Canadá por segunda vez.

## Clubes
| Club                 | País       | Año             |
| -------------------- | ---------- | --------------- |
| North Toronto Nitros | Canadá     | 2022            |
| Sporting CP          | Portugal   | 2023 - 2024     |
| Liverpool            | Inglaterra | 2024 - 2025     |
| Arsenal              | Inglaterra | 2025 - presente |

### Distinciones individuales
| Distinción                                           | Año        |
| ---------------------------------------------------- | ---------- |
| Mejor Jugadora Joven (Copa Oro de la Concacaf)       | 2024       |
| Jugadora Joven de la Temporada (Campeonato Nacional) | 2023-24    |
| Futbolista Joven del Año en Canadá                   | 2019, 2024 |

## Vida personal
Smith es de ascendencia jamaiquina, chilena y peruana.